# Seznam francoskih modnih oblikovalcev
Seznam francoskih modnih kreatorjev.

## B
- Pierre Balmain

## C
- Pierre Cardin (italijansko-francoski: prv. Pietro Chardin, 1922–2020)
- Coco Chanel (1883–1971)

## D
- Christian Dior

## E
- Erté (Romain de Tirtoff, 1892–1990)

## G
- Jean-Paul Gaultier
- Edouard de Givenchy
- Madame Grey

## H
- Daniel Hechter

## K
- Emmanuelle Khanh

## L
- Jeanne Lanvin
- Guy Laroche
- Lucien Lelong

## M
- Thierry Mugler

## P
- Jean Patou
- Robert Piguet
- Paul Poiret

## R
- Nina Ricci

## S
- Yves Saint-Laurent
- Jean-Louis Scherrer
- Vanessa Seward

## T
- Kenzo Takada